# 荒尾市立荒尾第三中学校
荒尾市立荒尾第三中学校（あらおしりつ あらおだいさんちゅうがっこう）は、熊本県荒尾市本井手にある公立中学校。

## 概要
2008年(平成20年)に荒尾第五中学校と統合。
また、荒尾海陽中学校の開校(2010年(平成22年)4月1日、荒尾第一中学校と荒尾第二中学校を統合)により、荒尾市内の公立中学校は荒尾第四中学校と合わせて3校となった。
2012年(平成24年)から、荒尾市内の荒尾市立平井小学校、荒尾市立緑ヶ丘小学校に加え、荒尾市立中央小学校が新たに編入され、生徒数が増加(近いうちに、荒尾・玉名地区で最大のマンモス校となる。)したことにより、2013年(平成25年)頃より、新校舎の増築、新プールの新築、武道場の新築、教室へのエアコンの取付、駐車場の整備などが順次行われ、今後、体育館の新築も検討されている。

## 著名な出身者
- ヒロシ - お笑いタレント
- 久山智志 - バスケットボール選手

## 制服
- 現行
  - 男子
    - 学生服上下
    - カッターシャツ、スラックス

  - 女子
    - ジャンパースカートの上から長袖セーラー服着用
    - 吊りスカートの上から半袖セーラー服着用
- 2023年4月に導入が決まっている制服
  - 男子
    - ブレザー、カッターシャツ、 ネクタイ、スラックス
    - カッターシャツまたは ポロシャツ、スラックス

  - 女子
    - ブレザー、カッターシャツ、ネクタイまたは リボン、スカートまたはスラックスまたは キュロット
    - カッターシャツまたはポロシャツ、スカートまたはスラックスまたはキュロット

詳細は制服一新、ジェンダーレス化　４月から熊本・荒尾三中　スラックス、スカート、キュロット…組み合わせ自由を参照